# رينيه فلوريو
رينيه فلوريو. (بالفرنسية: René Floriot)‏، (وُلِد في يوم 20 أكتوبر 1902 بباريس، وتوفي في يوم 22 ديسمبر 1975 بنويي سور سين) كان محامياً فرنسياً.

## سيرة ذاتية
ابن أحد موظفي البلدية، درس القانون في جامعة السوربون وبدأ المرافعات قبل عيد ميلاده الحادي والعشرين. وفي الثلاثينيات تكونت له سمعة طيبة لدى الأغنياء والمشاهير من خلال الحصول على الطلاق السريع، في حين أن الإجراء عادة ما يستغرق من 2 إلى 3 سنوات. في نهاية الحرب العالمية الثانية، دافع عن المتعاونين ومجرمي الحرب دون تردد.

## شخصيات دافع عنها فلوريو
- (Magda Fontanges)
- (Otto Abetz)
- (Martin Fabiani)
- (Aristote Onassis)
- (Charles Develle)
- (Georges Rapin)
- (Gustave Mentré)
- جان غابين (Jean Gabin )
- المهدي بن بركة (Mehdi Ben Barka)
- مويز تشومبي (Moïse Tshombé )
- جورج بومبيدو (Georges Pompidou )

## مؤلفاته
- الأخطاء القضائية (Les Erreurs Judiciaires).[3][4]

## وصلات خارجية
- René Floriot
- L'accusé (بيير ديسغراوبس يلتقي بالأستاذ رينيه فلوريو (المحامي)، الأستاذ جاكوينو (الرئيس السابق للمحكمة).